# Polina Komar
Polina Dmítriyevna Komar –en ruso, Полина Дмитриевна Комар– (Moscú, 4 de noviembre de 1999) es una deportista rusa que compite en natación sincronizada.
Participó en los Juegos Olímpicos de Tokio 2020, obteniendo una medalla de oro en la prueba de equipo. Ganó cinco medallas de oro en el Campeonato Mundial de Natación, en los años 2017 y 2019, y tres medallas de oro en el Campeonato Europeo de Natación, en los años 2018 y 2021.

## Palmarés internacional
| Juegos Olímpicos   | Juegos Olímpicos        | Juegos Olímpicos | Juegos Olímpicos  |
| Año                | Lugar                   | Medalla          | Prueba            |
| ------------------ | ----------------------- | ---------------- | ----------------- |
| 2020               | Tokio (Japón)           | Medalla de oro   | Equipo            |
| Campeonato Mundial |                         |                  |                   |
| Año                | Lugar                   | Medalla          | Prueba            |
| 2017               | Budapest (Hungría)      | Medalla de oro   | Equipo técnico    |
| 2017               | Budapest (Hungría)      | Medalla de oro   | Equipo libre      |
| 2019               | Gwangju (Corea del Sur) | Medalla de oro   | Equipo técnico    |
| 2019               | Gwangju (Corea del Sur) | Medalla de oro   | Equipo libre      |
| 2019               | Gwangju (Corea del Sur) | Medalla de oro   | Combinación libre |
| Campeonato Europeo |                         |                  |                   |
| Año                | Lugar                   | Medalla          | Prueba            |
| 2016               | Glasgow (Reino Unido)   | Medalla de oro   | Equipo técnico    |
| 2016               | Glasgow (Reino Unido)   | Medalla de oro   | Equipo libre      |
| 2021               | Budapest (Hungría)      | Medalla de oro   | Equipo técnico    |